# After 3
After 3 (After We Fell) è un film del 2021 diretto da Castille Landon.
Sequel del film After 2 (2020), la pellicola è l'adattamento cinematografico del romanzo After We Fell, arrivato in Italia diviso in After - Come mondi lontani e After - Anime perdute, scritto da Anna Todd.

## Trama
Tessa e Hardin incontrano Richard, il padre della ragazza, che vuole cercare di restaurare un dialogo con sua figlia dopo anni di assenza e trascorsi nell'alcolismo. Hardin è riluttante ma acconsente ad accogliere l'uomo in casa loro per il bene di Tessa, che intanto, sta prendendo in considerazione l'idea di trasferirsi a Seattle per continuare il suo lavoro di editor nella casa editrice gestita da Christian Vance e da Kimberly, segretaria e compagna di Christian e cara amica di Tessa.
La scelta della ragazza di partire per Seattle manda Hardin in crisi perché quest'ultimo non ha intenzione di seguirla ed è spaventato da una probabile relazione a distanza e, così, Hardin e Richard vanno ad ubriacarsi insieme in un bar dove, però, scoppia una rissa con dei clienti e Tessa interviene, riportando Hardin e suo padre a casa.
Richard lascia la casa di Tessa e Hardin, va via con un amico ma promette alla figlia di rimanere in contatto con lei; dopo che Richard se ne va, Tessa e Hardin partono per una vacanza insieme a Landon, fratellastro di Hardin, Ken e Karol. La coppia sembra aver trovato un equilibrio durante il viaggio insieme ma a risvegliare le gelosie ci pensano Lilian e Robert, un affascinante cameriere molto interessato a Tessa.
In seguito, però, Tessa scopre che Lilian è lesbica e placa la sua gelosia ma Hardin è furioso per la presenza di Robert e si ritrova anche vittima di un incubo in cui Robert e Tessa hanno un rapporto sessuale. La gelosia di Hardin porta lui e Tessa a discutere ancora una volta e la ragazza, stanca dei continui battibecchi, decide di partire per Seattle e seguire le sue ambizioni mentre Hardin trova un quaderno appartenente a Tessa e capisce di averla ferita ancora una volta e decide di rimediare.
Tessa si è trasferita a Seattle ed è stata accolta in casa da Christian e Kimberly e procede nel suo lavoro ma, con sua grande sorpresa, Hardin la raggiunge e i due si riappacificano; ma durante una visita ginecologica, Tessa scopre che, molto probabilmente, non potrà avere figli in futuro ma non dice nulla ad Hardin mentre il ragazzo, durante un ricevimento, le rivela che ha intenzione di trasferirsi a Seattle per stare con lei e Tessa ne rimane entusiasta. Ma un'altra grande notizia arriva quando Trish, la madre di Hardin, rivela al figlio che sta per sposarsi col suo compagno, Mike e invita tutti alle sue nozze che si terranno a Londra.
Tessa, Hardin, Christian e Kimberly arrivano a Londra per il matrimonio di Trish ma, la notte prima delle nozze, Hardin sorprende Trish e Christian che hanno un rapporto sessuale in cucina e il ragazzo, sconvolto, colpisce a pugni Christian più volte e scappa via. Il giorno seguente, si celebra il matrimonio tra Trish e Mike e Christian, dopo molte insistenze, convince Hardin ad ascoltarlo e i due si recano in un locale per chiarire la situazione mentre Tessa va da Kimberly, quest’ultima delusa dal tradimento di Christian e qui, sia Tessa che Hardin scoprono un segreto sconvolgente: Christian Vance è il padre biologico di Hardin.
Hardin è senza parole e incontra Tessa per le strade di Londra, anche la ragazza sa tutta la verità e i due si abbracciano.

## Produzione
Il 4 settembre 2020, subito dopo la distribuzione del secondo capitolo, gli attori Josephine Langford ed Hero Fiennes Tiffin hanno annunciato via social l'avvio della produzione del terzo e quarto capitolo della serie.
Nell'ottobre 2020 sono iniziate le riprese consequenziali del terzo e quarto capitolo in Bulgaria.

## Promozione
Il primo trailer del film è stato diffuso il 14 febbraio 2021.

## Distribuzione
Il film, inizialmente previsto nelle sale italiane dal 1º settembre 2021, è stato distribuito in streaming su Prime Video dal 28 ottobre 2021.

## Sequel
Nel dicembre 2021 viene diffuso il teaser del sequel, After 4 (After Ever Happy).